# Turkije op de Olympische Zomerspelen 2020
Turkije nam deel aan de Olympische Zomerspelen 2020 in Tokio, Japan.

## Medailleoverzicht
| Medaille | Naam               | Sport        | Onderdeel                  | Datum      |
| -------- | ------------------ | ------------ | -------------------------- | ---------- |
| Goud     | Mete Gazoz         | Boogschieten | individueel (m)            | 31 juli    |
| Goud     | Busenaz Sürmeneli  | Boksen       | weltergewicht (v)          | 7 augustus |
|          |                    |              |                            |            |
| Zilver   | Eray Şamdan        | Karate       | -67 kg (m)                 | 5 augustus |
| Zilver   | Buse Naz Çakıroğlu | Boksen       | vlieggewicht (v)           | 7 augustus |
|          |                    |              |                            |            |
| Brons    | Hakan Reçber       | Taekwondo    | -68 kg (m)                 | 25 juli    |
| Brons    | Hatice Kübra İlgün | Taekwondo    | -57 kg (v)                 | 25 juli    |
| Brons    | Rıza Kayaalp       | Worstelen    | -130 kg grieks-romeins (m) | 2 augustus |
| Brons    | Yasemin Adar       | Worstelen    | -76 kg vrije stijl (v)     | 2 augustus |
| Brons    | Ferhat Arıcan      | Turnen       | brug (m)                   | 3 augustus |
| Brons    | Taha Akgül         | Worstelen    | -125 kg vrije stijl (m)    | 6 augustus |
| Brons    | Ali Sofuoğlu       | Karate       | kata (m)                   | 6 augustus |
| Brons    | Merve Çoban        | Karate       | -61kg (v)                  | 6 augustus |
| Brons    | Uğur Aktaş         | Karate       | +75kg (m)                  | 7 augustus |

## Atleten
Hieronder volgt een overzicht van de atleten die zich reeds hebben verzekerd van deelname aan de Olympische Zomerspelen 2020.
| sport            | mannen | vrouwen | totaal |
| ---------------- | ------ | ------- | ------ |
| Atletiek         | 17     | 8       | 19     |
| Badminton        | 0      | 1       | 1      |
| Boksen           | 3      | 3       | 6      |
| Boogschieten     | 1      | 1       | 2      |
| Gewichtheffen    | 1      | 1       | 2      |
| Gymnastiek       | 4      | 1       | 5      |
| Judo             | 4      | 2       | 6      |
| Karate           | 3      | 4       | 7      |
| Moderne vijfkamp | 0      | 1       | 1      |
| Roeien           | 1      | 0       | 1      |
| Schermen         | 0      | 1       | 1      |
| Schietsport      | 4      | 0       | 4      |
| Taekwondo        | 1      | 4       | 5      |
| Volleybal        | 0      | 12      | 12     |
| Wielersport      | 2      | 0       | 2      |
| Worstelen        | 7      | 2       | 9      |
| Zeilen           | 4      | 4       | 8      |
| Zwemmen          | 6      | 5       | 11     |
| totaal           | 58     | 50      | 108    |

## Sporten

### Atletiek
Mannen
Loopnummers
| atleet                                               | onderdeel          | series | series | kwartfinale | kwartfinale | halve finale   | halve finale   | finale         | finale         |
| atleet                                               | onderdeel          | tijd   | rang   | tijd        | rang        | tijd           | rang           | tijd           | rang           |
| ---------------------------------------------------- | ------------------ | ------ | ------ | ----------- | ----------- | -------------- | -------------- | -------------- | -------------- |
| Jak Ali Harvey                                       | 100 m              | bye    | bye    | 10,25       | 6           | niet geplaatst | niet geplaatst | niet geplaatst | niet geplaatst |
| Emre Zafer Barnes                                    | 100 m              | bye    | bye    | 10,47       | 7           | niet geplaatst | niet geplaatst | niet geplaatst | niet geplaatst |
| Ramil Guliyev                                        | 200 m              | 20,54  | 2 Q    | n.v.t.      | n.v.t.      | 20,31          | 6              | niet geplaatst | niet geplaatst |
| Yasmani Copello                                      | 400 m horden       | 49,00  | 2 Q    | n.v.t.      | n.v.t.      | 47,88          | 3 q            | 47,81 NR       | 6              |
| Kayhan Özer Ertan Özkan Jak Ali Harvey Ramil Guliyev | 4x100 m            | DSQ    | DSQ    | n.v.t.      | n.v.t.      | n.v.t.         | n.v.t.         | niet geplaatst | niet geplaatst |
| Salih Korkmaz                                        | 20 km snelwandelen | n.v.t. | n.v.t. | n.v.t.      | n.v.t.      | n.v.t.         | n.v.t.         | DNF            | DNF            |
| Abdulselam İmük                                      | 20 km snelwandelen | n.v.t. | n.v.t. | n.v.t.      | n.v.t.      | n.v.t.         | n.v.t.         | 1:32.27        | 48             |
| Şahin Şenoduncu                                      | 20 km snelwandelen | n.v.t. | n.v.t. | n.v.t.      | n.v.t.      | n.v.t.         | n.v.t.         | 1:27.39        | 34             |
| Polat Kemboi Arıkan                                  | marathon           | n.v.t. | n.v.t. | n.v.t.      | n.v.t.      | n.v.t.         | n.v.t.         | DNF            | DNF            |
| Yavuz Ağralı                                         | marathon           | n.v.t. | n.v.t. | n.v.t.      | n.v.t.      | n.v.t.         | n.v.t.         | 2:21.00        | 51             |

Technische nummers
| atleet        | onderdeel            | kwalificaties | kwalificaties | finale         | finale         |
| atleet        | onderdeel            | afstand       | rang          | afstand        | rang           |
| ------------- | -------------------- | ------------- | ------------- | -------------- | -------------- |
| Necati Er     | hink-stap-springen   | 17,13         | 2 Q           | 17,25          | 6              |
| Eşref Apak    | kogelslingeren       | 76,76         | 8 q           | 76,71          | 9              |
| Özkan Baltacı | kogelslingeren       | 63,63         | 31            | niet geplaatst | niet geplaatst |
| Ersu Şaşma    | polsstokhoogspringen | 5,65          | 12 q          | 5,70           | 10             |

Vrouwen
Loopnummers
| atlete         | onderdeel          | series   | series | kwartfinale | kwartfinale | halve finale | halve finale | finale   | finale |
| atlete         | onderdeel          | tijd     | rang   | tijd        | rang        | tijd         | rang         | tijd     | rang   |
| -------------- | ------------------ | -------- | ------ | ----------- | ----------- | ------------ | ------------ | -------- | ------ |
| Yasemin Can    | 5000 m             | 14.50,92 | 6 q    | n.v.t.      | n.v.t.      | n.v.t.       | n.v.t.       | 14.46,49 | 8      |
| Yasemin Can    | 10000 m            | n.v.t.   | n.v.t. | n.v.t.      | n.v.t.      | n.v.t.       | n.v.t.       | 31.10,05 | 11     |
| Meryem Bekmez  | 20 km snelwandelen | n.v.t.   | n.v.t. | n.v.t.      | n.v.t.      | n.v.t.       | n.v.t.       | 1:35.08  | 22     |
| Ayşe Tekdal    | 20 km snelwandelen | n.v.t.   | n.v.t. | n.v.t.      | n.v.t.      | n.v.t.       | n.v.t.       | 1:38.40  | 39     |
| Evin Demir     | 20 km snelwandelen | n.v.t.   | n.v.t. | n.v.t.      | n.v.t.      | n.v.t.       | n.v.t.       | 1:39.55  | 41     |
| Meryem Erdoğan | marathon           | n.v.t.   | n.v.t. | n.v.t.      | n.v.t.      | n.v.t.       | n.v.t.       | DNF      | DNF    |

Technische nummers
| atlete          | onderdeel      | kwalificaties | kwalificaties | finale         | finale         |
| atlete          | onderdeel      | afstand       | rang          | afstand        | rang           |
| --------------- | -------------- | ------------- | ------------- | -------------- | -------------- |
| Tuğçe Şahutoğlu | kogelslingeren | 66,06         | 27            | niet geplaatst | niet geplaatst |
| Emel Dereli     | kogelstoten    | 17,81         | 16            | niet geplaatst | niet geplaatst |
| Eda Tuğsuz      | speerwerpen    | 62,31         | 5 q           | 64,00          | 4              |

### Badminton
Vrouwen
| atlete         | onderdeel | groepsfase           | groepsfase             | groepsfase           | groepsfase | eliminatie           | kwartfinale          | halve finale         | finale / BM          | finale / BM |
| atlete         | onderdeel | tegenstander uitslag | tegenstander uitslag   | tegenstander uitslag | rang       | tegenstander uitslag | tegenstander uitslag | tegenstander uitslag | tegenstander uitslag | rang        |
| -------------- | --------- | -------------------- | ---------------------- | -------------------- | ---------- | -------------------- | -------------------- | -------------------- | -------------------- | ----------- |
| Neslihan Yiğit | enkelspel | DHany W (21–5, 21-5) | Chen Y V (14-21, 9-21) | n.v.t.               | 2          | niet geplaatst       | niet geplaatst       | niet geplaatst       | niet geplaatst       | 15          |

### Boksen
Mannen
| atleet         | onderdeel        | eerste ronde         | tweede ronde         | kwartfinale          | halve finale         | finale               | finale |
| atleet         | onderdeel        | tegenstander uitslag | tegenstander uitslag | tegenstander uitslag | tegenstander uitslag | tegenstander uitslag | rang   |
| -------------- | ---------------- | -------------------- | -------------------- | -------------------- | -------------------- | -------------------- | ------ |
| Batuhan Çiftçi | vlieggewicht     | Zoirov V 0 - 5       | niet geplaatst       | niet geplaatst       | niet geplaatst       | niet geplaatst       | 17     |
| Necat Ekinci   | weltergewicht    | Radzionau V 2 - 3    | niet geplaatst       | niet geplaatst       | niet geplaatst       | niet geplaatst       | 17     |
| Bayram Malkan  | halfzwaargewicht | bye                  | Samed W RSC          | Alfonso V 0 - 5      | niet geplaatst       | niet geplaatst       | 5      |

Vrouwen
| atlete             | onderdeel     | eerste ronde         | tweede ronde         | kwartfinale          | halve finale         | finale               | finale         |
| atlete             | onderdeel     | tegenstander uitslag | tegenstander uitslag | tegenstander uitslag | tegenstander uitslag | tegenstander uitslag | rang           |
| ------------------ | ------------- | -------------------- | -------------------- | -------------------- | -------------------- | -------------------- | -------------- |
| Buse Naz Çakıroğlu | vlieggewicht  | bye                  | Rakhimova W 3 - 2    | Jitpong W 5 - 0      | Huang H-w W 5 - 0    | Krasteva V 0 - 5     | Zilver         |
| Esra Yıldız        | lichtgewicht  | bye                  | Sánchez W 5 - 0      | Potkonen V 2 - 3     | niet geplaatst       | niet geplaatst       | niet geplaatst |
| Busenaz Sürmeneli  | weltergewicht | bye                  | Koszewska W 5 - 0    | Lysenko W 5 - 0      | Borgohain W 5 - 0    | Gu H W 3 - 0         | Goud           |

### Boogschieten
Mannen
| atleet     | onderdeel   | plaatsingsronde | plaatsingsronde | eerste ronde         | tweede ronde         | derde ronde          | kwartfinale          | halve finale         | finale / BM          | finale / BM |
| atleet     | onderdeel   | score           | rang            | tegenstander uitslag | tegenstander uitslag | tegenstander uitslag | tegenstander uitslag | tegenstander uitslag | tegenstander uitslag | rang        |
| ---------- | ----------- | --------------- | --------------- | -------------------- | -------------------- | -------------------- | -------------------- | -------------------- | -------------------- | ----------- |
| Mete Gazoz | individueel | 669             | 10              | J Henckels W 6 – 0   | R Tyack W 7 – 3      | T Worth W 7 – 1      | B Ellison W 7 – 3    | T Furukawa W 7 – 3   | M Nespoli W 6 – 4    | Goud        |

Vrouwen
| atleet         | onderdeel   | plaatsingsronde | plaatsingsronde | eerste ronde         | tweede ronde         | derde ronde          | kwartfinale          | halve finale         | finale / BM          | finale / BM |
| atleet         | onderdeel   | score           | rang            | tegenstander uitslag | tegenstander uitslag | tegenstander uitslag | tegenstander uitslag | tegenstander uitslag | tegenstander uitslag | rang        |
| -------------- | ----------- | --------------- | --------------- | -------------------- | -------------------- | -------------------- | -------------------- | -------------------- | -------------------- | ----------- |
| Yasemin Anagöz | individueel | 652             | 19              | S Barrett W 6 – 2    | Yang X W 6 – 2       | Kang C-y V 2 – 6     | niet geplaatst       | niet geplaatst       | niet geplaatst       | 9           |

Gemengd
| atlete                    | onderdeel | plaatsingsronde | plaatsingsronde | eerste ronde            | kwartfinale          | halve finale         | finale / BM          | finale / BM |
| atlete                    | onderdeel | score           | rang            | tegenstander uitslag    | tegenstander uitslag | tegenstander uitslag | tegenstander uitslag | rang        |
| ------------------------- | --------- | --------------- | --------------- | ----------------------- | -------------------- | -------------------- | -------------------- | ----------- |
| Mete Gazoz Yasemin Anagöz | team      | 1321            | 7               | Russische ploeg W 6 – 2 | Indonesië W 6 – 2    | Nederland V 3 – 5    | Mexico V 2 – 6       | 4           |

### Gewichtheffen
Mannen
| atleet      | onderdeel | trekken | trekken | stoten | stoten | totaal | rang |
| atleet      | onderdeel | score   | rang    | score  | rang   | totaal | rang |
| ----------- | --------- | ------- | ------- | ------ | ------ | ------ | ---- |
| Davide Ruiu | -67 kg    | 142     | 6       | 173    | DNF    | DNF    | DNF  |

Vrouwen
| atleet       | onderdeel | trekken | trekken | stoten | stoten | totaal | rang |
| atleet       | onderdeel | score   | rang    | score  | rang   | totaal | rang |
| ------------ | --------- | ------- | ------- | ------ | ------ | ------ | ---- |
| Nuray Levent | -64 kg    | 100     | 6       | 120    | 9      | 220    | 9    |

### Gymnastiek

#### Turnen
Mannen
| atleet      | onderdeel | kwalificatie | kwalificatie | kwalificatie | kwalificatie | kwalificatie | kwalificatie | kwalificatie | kwalificatie | finale  | finale  | finale  | finale  | finale  | finale  | finale | finale  |
| atleet      | onderdeel | toestel      | toestel      | toestel      | toestel      | toestel      | toestel      | totaal       | positie      | toestel | toestel | toestel | toestel | toestel | toestel | totaal | positie |
| atleet      | onderdeel | vloer        | voltige      | ringen       | sprong       | brug         | rekstok      | totaal       | positie      | vloer   | voltige | ringen  | sprong  | brug    | rekstok | totaal | positie |
| ----------- | --------- | ------------ | ------------ | ------------ | ------------ | ------------ | ------------ | ------------ | ------------ | ------- | ------- | ------- | ------- | ------- | ------- | ------ | ------- |
| Ahmet Önder | meerkamp  | 14,600       | 13,333       | 14,366       | 14,333       | 15,200       | 13,833       | 85,665       | 8 Q          | -       | 12,900  | 13,866  | 14,333  | -       | 41,099  | DNF    | DNF     |
| Adem Asil   | meerkamp  | 14,033       | 12,400       | 14,800       | 14,766       | 14,091       | 14,100       | 84,524       | 15 Q         | 14,300  | 13,166  | 13,700  | 15,133  | 12,600  | 13,600  | 82,499 | 15      |

| atleet        | onderdeel     | kwalificatie | kwalificatie | finale         | finale         |
| atleet        | onderdeel     | score        | rang         | score          | rang           |
| ------------- | ------------- | ------------ | ------------ | -------------- | -------------- |
| Ferhat Arıcan | paard voltige | 14,233       | 17           | niet geplaatst | niet geplaatst |
| Ferhat Arıcan | brug          | 15,566       | 4 Q          | 15,633         | Brons          |
| İbrahim Çolak | ringen        | 14,933       | 4 Q          | 14,866         | 5              |
| Adem Asil     | ringen        | 14,800       | 6 Q          | 14,600         | 7              |
| Adem Asil     | sprong        | 14,766       | 4 Q          | 14,449         | 5              |
| Ahmet Önder   | sprong        | 14,466       | 8 Q          | 14,066         | 7              |

Vrouwen
| atlete           | onderdeel | kwalificatie | kwalificatie | kwalificatie | kwalificatie | kwalificatie | kwalificatie | finale         | finale         | finale         | finale         | finale         | finale         |
| atlete           | onderdeel | toestel      | toestel      | toestel      | toestel      | totaal       | positie      | toestel        | toestel        | toestel        | toestel        | totaal         | positie        |
| atlete           | onderdeel | sprong       | brug         | balk         | vloer        | totaal       | positie      | sprong         | brug           | balk           | vloer          | totaal         | positie        |
| ---------------- | --------- | ------------ | ------------ | ------------ | ------------ | ------------ | ------------ | -------------- | -------------- | -------------- | -------------- | -------------- | -------------- |
| Nazlı Savranbaşı | meerkamp  | 12,900       | 11,933       | 11,033       | 11,933       | 47,799       | 71           | niet geplaatst | niet geplaatst | niet geplaatst | niet geplaatst | niet geplaatst | niet geplaatst |

### Judo
Mannen
| atleet         | onderdeel | eerste ronde         | tweede ronde         | derde ronde          | kwartfinale          | halve finale         | herkansing           | finale / BM          | finale / BM    |
| atleet         | onderdeel | tegenstander uitslag | tegenstander uitslag | tegenstander uitslag | tegenstander uitslag | tegenstander uitslag | tegenstander uitslag | tegenstander uitslag | rang           |
| -------------- | --------- | -------------------- | -------------------- | -------------------- | -------------------- | -------------------- | -------------------- | -------------------- | -------------- |
| Mihraç Akkuş   | −60 kg    | n.v.t.               | Namgyel W 010–000    | Smetov V 000–010     | niet geplaatst       | niet geplaatst       | niet geplaatst       | niet geplaatst       | niet geplaatst |
| Bilal Çiloğlu  | −73 kg    | bye                  | Slman W 010-000      | Ono V 000-010        | niet geplaatst       | niet geplaatst       | niet geplaatst       | niet geplaatst       | niet geplaatst |
| Vedat Albayrak | −81 kg    | bye                  | Nagase V 000-010     | niet geplaatst       | niet geplaatst       | niet geplaatst       | niet geplaatst       | niet geplaatst       | niet geplaatst |
| Mihael Žgank   | −90 kg    | bye                  | Silva W 001-000      | Brown W 012-002      | van 't End W 010-000 | Trippel V 000-010    | bye                  | Bobonov V 000-010    | 5              |

Vrouwen
| atlete           | onderdeel | eerste ronde         | tweede ronde         | derde ronde          | kwartfinale          | halve finale         | herkansing           | finale / BM          | finale / BM    |
| atlete           | onderdeel | tegenstander uitslag | tegenstander uitslag | tegenstander uitslag | tegenstander uitslag | tegenstander uitslag | tegenstander uitslag | tegenstander uitslag | rang           |
| ---------------- | --------- | -------------------- | -------------------- | -------------------- | -------------------- | -------------------- | -------------------- | -------------------- | -------------- |
| Gülkader Şentürk | −48 kg    | n.v.t.               | Figueroa V 000-010   | niet geplaatst       | niet geplaatst       | niet geplaatst       | niet geplaatst       | niet geplaatst       | niet geplaatst |
| Kayra Sayit      | +78 kg    | n.v.t.               | Atangana W 001-000   | Kalanina W 010-000   | Sone V 000-010       | niet geplaatst       | Han M-j W 010-000    | Dicko V 000-010      | 5              |

### Karate

#### Kata
Mannen
| Atleet       | Onderdeel | Eliminatie | Eliminatie | Ranking | Ranking | Finale / BM              | Finale / BM |
| Atleet       | Onderdeel | Score      | Rang       | Score   | Rang    | Tegenstander Resultaat   | Rang        |
| ------------ | --------- | ---------- | ---------- | ------- | ------- | ------------------------ | ----------- |
| Ali Sofuoğlu | mannen    | 27,28      | 2 Q        | 27,32   | 2 Q     | Park H-j W 27,26 - 26,14 | Brons       |

Vrouwen
| Atleet       | Onderdeel | Eliminatie | Eliminatie | Ranking | Ranking | Finale / BM            | Finale / BM |
| Atleet       | Onderdeel | Score      | Rang       | Score   | Rang    | Tegenstander Resultaat | Rang        |
| ------------ | --------- | ---------- | ---------- | ------- | ------- | ---------------------- | ----------- |
| Dilara Bozan | vrouwen   | 24,76      | 3 Q        | 25,78   | 3 q     | Lau V 26,52 - 26,94    | 5           |

#### Kumite
Mannen
| Atleet      | Onderdeel | Groupsfase             | Groupsfase             | Groupsfase             | Groupsfase             | Groupsfase | Halve Finale           | Finale                 | Finale |
| Atleet      | Onderdeel | Tegenstander Resultaat | Tegenstander Resultaat | Tegenstander Resultaat | Tegenstander Resultaat | Rang       | Tegenstander Resultaat | Tegenstander Resultaat | Rang   |
| ----------- | --------- | ---------------------- | ---------------------- | ---------------------- | ---------------------- | ---------- | ---------------------- | ---------------------- | ------ |
| Eray Şamdan | −67 kg    | Farzaliyev W 7 - 1     | Assadilov V 2 - 6      | El-Sawy W 4 - 1        | Sago W 2 - 1           | 2 Q        | Al-Masatfa W 2 - 0     | Da Costa V 0 - 5       | Zilver |
| Uğur Aktaş  | +75 kg    | Arkania W 3 - 1        | Araga V 3 - 5          | Yuldashev W 11 - 3     | Horne terugtrekking    | 2 q        | Ganjzadeh V 2 - 2      | niet geplaatst         | Brons  |

Vrouwen
| Atleet          | Onderdeel | Groupsfase             | Groupsfase             | Groupsfase             | Groupsfase             | Groupsfase | Halve Finale           | Finale                 | Finale |
| Atleet          | Onderdeel | Tegenstander Resultaat | Tegenstander Resultaat | Tegenstander Resultaat | Tegenstander Resultaat | Rang       | Tegenstander Resultaat | Tegenstander Resultaat | Rang   |
| --------------- | --------- | ---------------------- | ---------------------- | ---------------------- | ---------------------- | ---------- | ---------------------- | ---------------------- | ------ |
| Serap Özçelik   | −55 kg    | Bahmanyar V 4 - 5      | Goranova V 1 - 5       | Wen T-y V 4 - 5        | n.v.t.                 | 4 E        | niet geplaatst         | niet geplaatst         | 7      |
| Merve Çoban     | −61 kg    | Someya W 4 - 0         | Garcés W 6 - 2         | Heurtault V 0 - 2      | Yin X-y V 2 - 2        | 2 Q        | Preković V 0 - 2       | niet geplaatst         | Brons  |
| Meltem Hocaoğlu | +61 kg    | Berultseva G 5 - 5     | Uekusa V 4 - 5         | Semeraro V 4 - 9       | Zaretska V 0 - 4       | 5          | niet geplaatst         | niet geplaatst         | 9      |

### Moderne vijfkamp
Vrouwen
| atlete        | onderdeel        | schermen (degen) | schermen (degen) | schermen (degen) | schermen (degen) | zwemmen (200 m vrije slag) | zwemmen (200 m vrije slag) | zwemmen (200 m vrije slag) | paardrijden (springen) | paardrijden (springen) | paardrijden (springen) | combinatie: schieten/lopen (10 m luchtpistool)/(3200 m) | combinatie: schieten/lopen (10 m luchtpistool)/(3200 m) | combinatie: schieten/lopen (10 m luchtpistool)/(3200 m) | totaal punten | rang |
| atlete        | onderdeel        | RR               | BR               | rang             | punten           | tijd                       | rang                       | punten                     | strafpunten            | rang                   | punten                 | tijd                                                    | rang                                                    | punten                                                  | totaal punten | rang |
| ------------- | ---------------- | ---------------- | ---------------- | ---------------- | ---------------- | -------------------------- | -------------------------- | -------------------------- | ---------------------- | ---------------------- | ---------------------- | ------------------------------------------------------- | ------------------------------------------------------- | ------------------------------------------------------- | ------------- | ---- |
| İlke Özyüksel | moderne vijfkamp | 184              | 1                | 27               | 185              | 2.15,89                    | 20                         | 279                        | 7                      | 5                      | 293                    | 11.47,64                                                | 3                                                       | 593                                                     | 1350          | 5    |

### Roeien
Mannen
| atleet       | onderdeel | series  | series | herkansingen | herkansingen | kwartfinale | kwartfinale | halve finale | halve finale | finale  | finale |
| atleet       | onderdeel | tijd    | rang   | tijd         | rang         | tijd        | rang        | tijd         | rang         | tijd    | rang   |
| ------------ | --------- | ------- | ------ | ------------ | ------------ | ----------- | ----------- | ------------ | ------------ | ------- | ------ |
| Onat Kazaklı | skiff     | 7.20,11 | 3 KF   | bye          | bye          | 7.32,86     | 4 HC/D      | 7.32,19      | 6 FD         | 7.13,65 | 21     |

Legenda: FA=finale A (medailles); FB=finale B (geen medailles); FC=finale C (geen medailles); FD=finale D (geen medailles); FE=finale E (geen medailles); FF=finale F (geen medailles); HA/B=halve finale A/B; HC/D=halve finale C/D; HE/F=halve finale E/F; KF=kwartfinale; H=herkansing

### Schermen
Vrouwen
| atlete        | onderdeel | eerste ronde         | tweede ronde         | derde ronde          | kwartfinale          | halve finale         | finale / BM          | finale / BM    |
| atlete        | onderdeel | tegenstander uitslag | tegenstander uitslag | tegenstander uitslag | tegenstander uitslag | tegenstander uitslag | tegenstander uitslag | rang           |
| ------------- | --------- | -------------------- | -------------------- | -------------------- | -------------------- | -------------------- | -------------------- | -------------- |
| İrem Karamete | floret    | bye                  | Ross V 5 - 15        | niet geplaatst       | niet geplaatst       | niet geplaatst       | niet geplaatst       | niet geplaatst |

### Schietsport
Mannen
| atleet       | onderdeel              | kwalificaties | kwalificaties | finale         | finale         |
| atleet       | onderdeel              | punten        | rang          | punten         | rang           |
| ------------ | ---------------------- | ------------- | ------------- | -------------- | -------------- |
| Yusuf Dikeç  | 10 m luchtpistool      | 572           | 24            | niet geplaatst | niet geplaatst |
| İsmail Keleş | 10 m luchtpistool      | 572           | 25            | niet geplaatst | niet geplaatst |
| Ömer Akgün   | 10 m luchtgeweer       | 629,8         | 5 Q           | 207,3          | 4              |
| Ömer Akgün   | 50m geweer 3 houdingen | 1147          | 36            | niet geplaatst | niet geplaatst |
| Özgür Varlık | 25 m snelvuurpistool   | 555           | 24            | niet geplaatst | niet geplaatst |

### Taekwondo
Mannen
| atlete       | onderdeel: | kwalificatie         | eerste ronde         | kwartfinale          | halve finale         | herkansing           | finale / BM          | finale / BM |
| atlete       | onderdeel: | tegenstander uitslag | tegenstander uitslag | tegenstander uitslag | tegenstander uitslag | tegenstander uitslag | tegenstander uitslag | rang        |
| ------------ | ---------- | -------------------- | -------------------- | -------------------- | -------------------- | -------------------- | -------------------- | ----------- |
| Hakan Reçber | -68 kg     | bye                  | Pontes W 25 - 15     | Sinden V 19 - 39     | niet geplaatst       | Burns W 23 - 8       | Husić W 22 - 13      | Brons       |

Vrouwen
| atlete             | onderdeel | kwalificatie         | eerste ronde         | kwartfinale          | halve finale         | herkansing           | finale / BM          | finale / BM |
| atlete             | onderdeel | tegenstander uitslag | tegenstander uitslag | tegenstander uitslag | tegenstander uitslag | tegenstander uitslag | tegenstander uitslag | rang        |
| ------------------ | --------- | -------------------- | -------------------- | -------------------- | -------------------- | -------------------- | -------------------- | ----------- |
| Rukiye Yıldırım    | -49 kg    | bye                  | Abdelsalam W 21 - 20 | Ramírez W 31 - 30    | Cerezo V 19 - 39     | bye                  | Semberg V 22 - 27    | 5           |
| Hatice Kübra İlgün | -57 kg    | bye                  | Lindo W 16 - 5       | Zolotic V 9 - 17     | niet geplaatst       | Laaraj W 6 - 0       | Alizadeh W 8 - 6     | Brons       |
| Nur Tatar          | -67 kg    | n.v.t.               | Anyanacho W 12 - 7   | McPherson V 1 - 3    | niet geplaatst       | niet geplaatst       | niet geplaatst       | 9           |
| Nafia Kuş          | +67 kg    | n.v.t.               | Rodríguez V 5 - 7    | niet geplaatst       | niet geplaatst       | niet geplaatst       | niet geplaatst       | 16          |

### Volleybal

#### Zaalvolleybal
Vrouwen
| Atleten | Discipline | Resultaat   | Prestatie |
| --- | ---------- | ----------- | --------- |
| Simge Aköz Cansu Özbay Tuğba Şenoğlu Şeyma Ercan Kübra Akman Hande Baladın Meliha İsmailoğlu Naz Aydemir Meryem Boz Eda Erdem Dündar Zehra Güneş Ebrar Karakurt | zaal       | kwartfinale | zie onder |

| # | Ploeg            | Punten | Wedstrijden | Wedstrijden | Wedstrijden | Sets | Sets | Sets  |
| # | Ploeg            | Punten | G           | W           | V           | W    | V    | Ratio |
| - | ---------------- | ------ | ----------- | ----------- | ----------- | ---- | ---- | ----- |
| 1 | Verenigde Staten | 10     | 5           | 4           | 1           | 12   | 7    | +5    |
| 2 | Italië           | 10     | 5           | 3           | 2           | 11   | 7    | +4    |
| 3 | Turkije          | 9      | 5           | 3           | 2           | 12   | 8    | +4    |
| 4 | Servië           | 9      | 5           | 3           | 2           | 11   | 8    | +3    |
| 5 | China            | 7      | 5           | 2           | 3           | 8    | 9    | -1    |
| 6 | Argentinië       | 0      | 5           | 0           | 5           | 0    | 15   | -15   |

| Ronde           | Datum          | Lokale tijd    | MEZT             | Land            | Score          | Land           |
| --------------- | -------------- | -------------- | ---------------- | --------------- | -------------- | -------------- |
| Groepsfase      |                |                |                  |                 |                |                |
| 25 juli 2021    | 16:25          | 07:25          | China            | 0 - 3           | Turkije        |                |
| 27 juli 2021    | 16:25          | 07:25          | Italië           | 3 - 1           | Turkije        |                |
| 29 juli 2021    | 21:45          | 14:45          | Verenigde Staten | 3 - 2           | Turkije        |                |
| 31 juli 2021    | 14:20          | 07:20          | Argentinië       | 0 - 3           | Turkije        |                |
| 2 augustus 2021 | 14:20          | 07:20          | Oekraïne         | 3 - 2           | Italië         |                |
| Kwartfinale     | 4 augustus     | 17:00          | 10:00            | Russische ploeg | 2 - 3          | Turkije        |
| Halve finale    | niet geplaatst | niet geplaatst | niet geplaatst   | niet geplaatst  | niet geplaatst | niet geplaatst |
| Finale          | niet geplaatst | niet geplaatst | niet geplaatst   | niet geplaatst  | niet geplaatst | niet geplaatst |

### Wielersport

#### Wegwielrennen
Mannen
| atleet      | onderdeel    | tijd | rang |
| ----------- | ------------ | ---- | ---- |
| Onur Balkan | wegwedstrijd | DNF  | DNF  |
| Ahmet Örken | wegwedstrijd | DNF  | DNF  |

### Worstelen

#### Grieks-Romeins
Mannen
| atleet       | onderdeel | eerste ronde         | kwartfinale          | halve finale         | herkansing           | finale / BM          | finale / BM    |
| atleet       | onderdeel | tegenstander uitslag | tegenstander uitslag | tegenstander uitslag | tegenstander uitslag | tegenstander uitslag | rang           |
| ------------ | --------- | -------------------- | -------------------- | -------------------- | -------------------- | -------------------- | -------------- |
| Kerem Kamal  | −60 kg    | Ciobanu V 0 - 8      | niet geplaatst       | niet geplaatst       | niet geplaatst       | niet geplaatst       | niet geplaatst |
| Cenk İldem   | −97 kg    | Milov V 1 - 3        | niet geplaatst       | niet geplaatst       | niet geplaatst       | niet geplaatst       | niet geplaatst |
| Rıza Kayaalp | −130 kg   | Knystautas W 5 - 1   | Popp W 6 - 2         | López V 0 - 2        | bye                  | Mirzazadeh W 7 - 2   | Brons          |

#### Vrije stijl
Mannen
| atleet             | onderdeel | eerste ronde         | kwartfinale          | halve finale         | herkansing           | finale / BM          | finale / BM    |
| atleet             | onderdeel | tegenstander uitslag | tegenstander uitslag | tegenstander uitslag | tegenstander uitslag | tegenstander uitslag | rang           |
| ------------------ | --------- | -------------------- | -------------------- | -------------------- | -------------------- | -------------------- | -------------- |
| Süleyman Atlı      | −57 kg    | Atri V 2 - 3         | niet geplaatst       | niet geplaatst       | niet geplaatst       | niet geplaatst       | niet geplaatst |
| Osman Göçen        | −86 kg    | Takatani W 2 - 2     | Naifonov V 1 - 12    | niet geplaatst       | niet geplaatst       | niet geplaatst       | niet geplaatst |
| Süleyman Karadeniz | −97 kg    | Ibragimov W 3 - 3    | Yergali W 8 - 7      | Snyder V 0 - 5       | bye                  | Conyedo V 2 - 6      | 5              |
| Taha Akgül         | −125 kg   | Dhesi W 5 - 0        | Steveson V 0 - 8     | niet geplaatst       | Lazarev W 5 - 0      | Lkhagvagerel W 5 - 0 | Brons          |

Vrouwen
| atleet        | onderdeel | eerste ronde         | kwartfinale          | halve finale         | herkansing           | finale / BM          | finale / BM    |
| atleet        | onderdeel | tegenstander uitslag | tegenstander uitslag | tegenstander uitslag | tegenstander uitslag | tegenstander uitslag | rang           |
| ------------- | --------- | -------------------- | -------------------- | -------------------- | -------------------- | -------------------- | -------------- |
| Evin Demirhan | −50 kg    | Hildebrandt V 0 - 11 | niet geplaatst       | niet geplaatst       | niet geplaatst       | niet geplaatst       | niet geplaatst |
| Yasemin Adarn | −76 kg    | Ferreira W 6 - 0     | Gray V 4 - 6         | niet geplaatst       | Sghaier W 2 - 0      | Medet Kyzy W 4 - 0   | Brons          |

### Zeilen
Mannen
| atleet                 | onderdeel | race | race | race | race | race | race | race | race | race | race | race   | race   | race           | netto punten | eindnotering |
| atleet                 | onderdeel | 1    | 2    | 3    | 4    | 5    | 6    | 7    | 8    | 9    | 10   | 11     | 12     | M              | netto punten | eindnotering |
| ---------------------- | --------- | ---- | ---- | ---- | ---- | ---- | ---- | ---- | ---- | ---- | ---- | ------ | ------ | -------------- | ------------ | ------------ |
| Alican Kaynar          | Finn      | 1    | 1    | 6    | 13   | 9    | 14   | 7    | 20   | 10   | 10   | n.v.t. | n.v.t. | 5              | 81           | 8            |
| Ateş Çınar Deniz Çınar | 470       | 11   | 14   | 5    | 3    | 2    | 10   | 17   | 13   | 11   | 4    | n.v.t. | n.v.t. | 10             | 93           | 10           |
| Onur Cavit Biriz       | RS:X      | 15   | 19   | 20   | 19   | 26   | 14   | 23   | 20   | 23   | 21   | 21     | 17     | niet geplaatst | 210          | 20           |

Vrouwen
| atlete                        | onderdeel    | race | race     | race   | race | race | race | race | race | race | race | race   | race   | race           | netto punten | eindnotering |
| atlete                        | onderdeel    | 1    | 2        | 3      | 4    | 5    | 6    | 7    | 8    | 9    | 10   | 11     | 12     | M              | netto punten | eindnotering |
| ----------------------------- | ------------ | ---- | -------- | ------ | ---- | ---- | ---- | ---- | ---- | ---- | ---- | ------ | ------ | -------------- | ------------ | ------------ |
| Dilara Uralp                  | RS:X         | 16   | 22       | 23     | 23   | 24   | 25   | 22   | 24   | 21   | 21   | 25     | 24     | niet geplaatst | 245          | 24           |
| Ecem Güzel                    | Laser Radial | 4    | 24       | 12     | 17   | 28   | 30   | 11   | 29   | 27   | 20   | n.v.t. | n.v.t. | niet geplaatst | 172          | 20           |
| Okyanus Arıkan Beste Kaynakçı | 470          | 20   | 18,1 DPI | 22 BFD | 18   | 12   | 14   | 13   | 18   | 3    | 14   | n.v.t. | n.v.t. | niet geplaatst | 127,1        | 17           |

### Zwemmen
Mannen
| atleet              | onderdeel         | series  | series | halve finale   | halve finale   | finale         | finale         |
| atleet              | onderdeel         | tijd    | rang   | tijd           | rang           | tijd           | rang           |
| ------------------- | ----------------- | ------- | ------ | -------------- | -------------- | -------------- | -------------- |
| Berke Saka          | 200 m rugslag     | 1.58,66 | 23     | niet geplaatst | niet geplaatst | niet geplaatst | niet geplaatst |
| Hüseyin Emre Sakçı  | 100 m schoolslag  | 59,87   | 19     | niet geplaatst | niet geplaatst | niet geplaatst | niet geplaatst |
| Berkay-Ömer Öğretir | 100 m schoolslag  | 59,82   | 18     | niet geplaatst | niet geplaatst | niet geplaatst | niet geplaatst |
| Berkay-Ömer Öğretir | 200 m schoolslag  | 2.10,73 | 23     | niet geplaatst | niet geplaatst | niet geplaatst | niet geplaatst |
| Ümitcan Güreş       | 100 m vlinderslag | 52,44   | 35     | niet geplaatst | niet geplaatst | niet geplaatst | niet geplaatst |
| Baturalp Ünlü       | 200 m vrije slag  | 1.49,75 | 34     | niet geplaatst | niet geplaatst | niet geplaatst | niet geplaatst |
| Yiğit Aslan         | 800 m vrije slag  | 7.56,18 | 24     | n.v.t.         | n.v.t.         | niet geplaatst | niet geplaatst |

Vrouwen
| atlete                                                         | onderdeel          | series   | series | halve finale   | halve finale   | finale         | finale         |
| atlete                                                         | onderdeel          | tijd     | rang   | tijd           | rang           | tijd           | rang           |
| -------------------------------------------------------------- | ------------------ | -------- | ------ | -------------- | -------------- | -------------- | -------------- |
| Defne Taçyıldız                                                | 200 m vlinderslag  | 2.10,00  | 12 Q   | 2.11,27        | 14             | niet geplaatst | niet geplaatst |
| Beril Böcekler                                                 | 400 m vrije slag   | 4.08,27  | 16     | n.v.t.         | n.v.t.         | niet geplaatst | niet geplaatst |
| Merve Tuncel                                                   | 400 m vrije slag   | 4.11,06  | 19     | n.v.t.         | n.v.t.         | niet geplaatst | niet geplaatst |
| Merve Tuncel                                                   | 800 m vrije slag   | 8.25,62  | 12     | n.v.t.         | n.v.t.         | niet geplaatst | niet geplaatst |
| Merve Tuncel                                                   | 1500 m vrije slag  | 16.00,51 | 11     | n.v.t.         | n.v.t.         | niet geplaatst | niet geplaatst |
| Deniz Ertan                                                    | 800 m vrije slag   | 8.36,29  | 23     | n.v.t.         | n.v.t.         | niet geplaatst | niet geplaatst |
| Deniz Ertan                                                    | 1500 m vrije slag  | 16.13,22 | 17     | n.v.t.         | n.v.t.         | niet geplaatst | niet geplaatst |
| Viktoriya Zeynep Güneş                                         | 200 m wisselslag   | 2.14,41  | 22     | niet geplaatst | niet geplaatst | niet geplaatst | niet geplaatst |
| Beril Böcekler Deniz Ertan Merve Tuncel Viktoriya Zeynep Güneş | 4x200 m wisselslag | 8.10,96  | 13     | n.v.t.         | n.v.t.         | niet geplaatst | niet geplaatst |